# 小川紳介
小川 紳介（おがわ しんすけ、1935年6月25日 - 1992年2月7日）は、日本のドキュメンタリー映画監督。山形国際ドキュメンタリー映画祭創設の提唱者。

## 来歴
東京市芝区横新町（現・東京都港区芝）出身。父親は薬品会社の下請けで、製薬業を営んでいた。1942年、横新町の大火により、赤坂区青山南町に転居。1943年9月、岐阜県土岐郡釜戸村（現・瑞浪市釜戸町）に一人で転居し、祖父の小川鈴一のもとで育てられる。小川鈴一は当時、釜土村長を務めていた。1946年、父母弟妹とともに山梨県塩山町（現・甲州市）に移り住む。1948年9月頃、港区霞町に残っていた父の製薬工場へ移る。
海城高等学校卒業。1959年3月、國學院大學政経学部卒業。同年6月頃、「新世紀映画」に入社。
1960年に、岩波映画製作所と助監督契約を結ぶ。1960年代初頭に東陽一・土本典昭らと映画研究グループ「青の会」を結成。1964年、岩波との契約を解消。1966年、『青年の海 四人の通信教育生たち』を自主製作する。
1967年、小川プロダクションを設立。同年6月から9月にかけて、高崎経済大学における学園闘争を撮影。10月8日、第一次羽田事件で京都大学1年生の山崎博昭が死亡。山崎の死因の追究および取材を開始し、11月12日の第二次羽田事件の撮影を行った。『圧殺の森 高崎経済大学闘争の記録』『現認報告書 羽田闘争の記録』を製作。
1968年1月、成田市三里塚でロケハンを開始。スタッフを率い、農民と生活を共にしながら、新東京国際空港の建設に反対する農民運動（いわゆる三里塚闘争）を撮影。同年10月12日、「三里塚シリーズ」の1作目『日本解放戦線 三里塚の夏』が上映される。
1974年、小川プロダクションのスタッフと共に、山形県上山市に移住。農業を営みながら、1982年に『ニッポン国古屋敷村』でベルリン国際映画祭国際批評家連盟賞を受賞する。1986年に『1000年刻みの日時計 牧野村物語』を発表。1987年、小川プロダクションが、山路ふみ子文化財団特別賞を受賞。1989年、山形国際ドキュメンタリー映画祭の創設に参加。
1992年、直腸がんの転移による肝不全により死去。享年56。
1993年、山形国際ドキュメンタリー映画祭に小川紳介賞が設けられた。1994年、小川プロは解散した。
なお、小川の映画作品はもともと殆どがビデオ化、DVD-Video化されておらず、唯一『日本解放戦線 三里塚の夏』が2012年にDVDブックとして(『小川プロダクション『三里塚の夏』を観る――映画から読み解く成田闘争』)、ビデオソフト化されたのみであった。2013年には日本映画専門チャンネルが「小川プロダクション全作品放送決定」と謳ったものの、放送計画は頓挫した。その後、映画復刻レーベルDIGが2016年4に小川プロダクションの全作品をDVD-Video化した。

## 作品
- 1966年 - 『青年の海 四人の通信教育生たち』- 監督
- 1967年 - 『圧殺の森 高崎経済大学闘争の記録』- 監督
- 1967年 - 『現認報告書 羽田闘争の記録』- 監督
- 1968年 - 『日本解放戦線 三里塚の夏』- 監督
- 1970年 - 『日本解放戦線 三里塚』- 監督
- 1970年 - 『三里塚 第三次強制測量阻止斗争』- 監督
- 1971年 - 『三里塚 第二砦の人々』（マンハイム映画祭ジョセフ・フォン・スタンバーグ賞受賞）- 監督
- 1972年 - 『三里塚 岩山に鉄塔が出来た』- 監督
- 1973年 - 『三里塚 辺田部落』- 監督
- 1975年 - 『どっこい! 人間節　寿・自由労働者の街』- 構成・編集
- 1976年 - 『クリーン・センター訪問記』- 監督・編集
- 1977年 - 『三里塚 五月の空 里のかよい路』- 監督
- 1977年 - 『牧野物語 養蚕篇 －映画のための映画－』- 監督
- 1977年 - 『牧野物語 峠』- 製作・監督・編集
- 1982年 - 『ニッポン国 古屋敷村』[注釈 1]（ベルリン映画祭国際批評家連盟賞受賞）- 監督
- 1987年 - 『1000年刻みの日時計 牧野村物語』- 監督
- 1987年 - 『京都鬼市場 千年シアター』- 監督
- 1991年 - 『映画の都』- 構成・編集（第一回山形国際ドキュメンタリー映画祭の記録映像。出品された各作品の部分映像も含む）
- 2001年 - 『満山紅柿 上山　柿と人とのゆきかい』- 監督（第一期撮影分のみ[注釈 2]）

## 関連映画
- 『映画作りとむらへの道』（1973年）
  - 監督：福田克彦
  - 小川プロの助監督だった福田が『三里塚 辺田部落』の舞台裏を撮影したものだが、お蔵入りとなり、1999年に公開された。尚、福田は小川らが上山市に移住した後も三里塚に残り、『草とり草紙』等を監督した。
- 『小川プロ訪問記』（1981年）
  - 監督：大重潤一郎
  - 大島渚が小川にインタビュー。
- 『Devotion － 小川紳介と生きた人々』（2000年）
  - 監督：バーバラ・ハマー (Barbara Hammer)
  - 主な出演者：大島渚、原一男、ロバート・クレイマー
  - 小川プロのスタッフへのインタビューを通して小川の実像に迫る[6]。

## 著書・翻訳
著書
- 小川伸介 著、山根貞男 編『映画を穫る―ドキュメンタリーの至福を求めて』筑摩書房、1993年10月1日。ISBN 978-4480872296。
- 小川伸介、蓮實重彦『小川紳介―シネアストは語る 5』名古屋シネマテーク、1993年。

翻訳
- フランシス・ハバード・フラハティ『ある映画作家の旅　ロバート・フラハティ物語』（1994年　みすず書房）

## 小川プロ出身者
- 飯塚俊男
- 福田克彦
- 本田孝義
- 田村正毅（たむらまさき）
- 大津幸四郎
- 伏屋博雄
- 笠松則通
- 吉田司

## 小川プロに対する評価・批判等
- 旧熱田派の元反対同盟員は、三里塚闘争が全国区となって大きな支援を得られたのは、小川プロ作品自主上映の会のメンバーが、各地で披露上映したことによるところが大きいと評価している。一方で、既に新東京国際空港公団（空港公団）に土地を売却した人物をあたかも現在も闘争を続けているように描く等、編集による印象操作が行われており、ドキュメンタリーと言いながらフィクションではないかと思ったと証言している[7]。
- 1968年7月11日に、岩山部落への立ち入り調査を行っていた空港公団職員への投石等暴行の現行犯で、小川プロのカメラマンが逮捕されている。成田警察署長であった飯高春吉は、カメラマンが空港公団の立ち入り調査の状況（特に警察機動隊と農民学生との衝突の場面）を撮影し、機動隊の行き過ぎ行為については過大に宣伝し、カメラマン自らもその場で警察部隊に抗議するということが時々あったとしている。なお、飯高は機動隊員がカメラの前に大盾を出して取材妨害をしたとして、小川プロから直談判を受けている[8]。
- 小川プロは条件賛成派へのインタビューも行い、条件交渉を経て空港公団に土地を売却した者たちの赤裸々な思いを記録しているが、作品で用ることはなかった[9]。
- 成田空港問題シンポジウムでは、映像資料として小川プロの映画作品が用いられている[10]。
- 小川プロを離脱した吉田司は、小川による手放しの小農民賛歌は大地主の孫としての小川自身の贖罪意識から発しているとして、以下のエピソードを交えながらその手法や人格を批判している[11]。
  - 『圧殺の森』の撮影では学生の保釈金を自治会から横取りしてフィルム代に充てており、吉田自身も早稲田大学から支給されていた奨学金を巻き上げられている。
  - スタッフが異性と交際すると、その相手に「あいつはお前といるとダメになる。別れろ」と別離を迫る。
  - カメラマンや専門スタッフは岩波映画から連れてきた人間にやらせ、学生スタッフにはカネ集め・宿舎造り・飯炊き・上映運動などの雑用をやらせる。散々奉仕させた人員をポイ捨てする（吉田は小川のことを「盗賊の親玉みたいなもん」と呼んでいる。その吉田自身も、小川プロ在籍時には「こいつの小市民精神を叩きのめせ!」とスタッフへの「査問」を行い、その友人に「こいつはこんなにどうしようもないヤツだ」と捲し立てて徹底的に人間関係を破壊した上で社会に帰していた）。